# Kisbárkány
Kisbárkány – wieś i gmina w północnej części Węgier, w pobliżu niewielkiego miasta Bátonyterenye. Miejscowość leży na obszarze Średniogórza Północnowęgierskiego, kilkanaście kilometrów od granicy ze Słowacją. Administracyjnie należy do powiatu Bátonyterenye, wchodzącego w skład komitatu Nógrád.
Gmina Kisbárkány liczy 214 mieszkańców (2009) i zajmuje obszar 8,03 km².